# Tränviksmossen
Tränviksmossen este o arie protejată (arie specială de conservare — SAC, sit de importanță comunitară — SCI) din Suedia întinsă pe o suprafață de 157,1 ha, integral pe uscat.

## Localizare
Centrul sitului Tränviksmossen este situat la coordonatele 59°57′06″N 17°01′23″E / 59.9517°N 17.0231°E.

## Înființare
Situl Tränviksmossen a fost declarat sit de importanță comunitară în mai 2006 pentru a proteja 2 specii de plante. Situl a fost protejat și ca arie specială de conservare în ianuarie 2014.

## Biodiversitate
Situată în ecoregiunea boreală, aria protejată conține 4 habitate naturale: Păduri caducifoliate de mlaștină fino-scandinave, Mlaștini turboase de tranziție și turbării mișcătoare, Mlaștini împădurite, Taiga vestică.
La baza desemnării sitului se află mai multe specii protejate de  plante (2): Buxbaumia viridis, Herzogiella turfacea.